# Дьяков, Антон Сергеевич
Анто́н Серге́евич Дья́ков (род. 1 марта 1980, Алма-Ата) — российский аниматор, режиссёр, сценарист, художник. Лауреат международных премий. Номинант на премию «Оскар» в категории короткометражной анимации (2022) за мультфильм «БоксБалет» (2019).

## Биография
Антон Дьяков родился 1 марта 1980 года в Алма-Ате. Воспитывался у дедушки с бабушкой. За два года до окончания средней школы дядя будущего художника познакомил его с преподавателем алма-атинского художественного училища Ю. В. Щербаковым, который стал его наставником по рисунку и живописи. Поступив в училище, Антон Дьяков закончил его, получив диплом художника-оформителя. Через некоторое время по настоянию деда поступил в Алма-Атинский государственный университет на художественно-графический факультет, где его преподавателем стал художник Плотников Юрий Яковлевичем. Он, а позднее друг его отца Георгий Халанский, по словам Дьякова, стали его новыми наставниками и помогли избавиться от «академических шор». После окончания университета вместе с друзьями Г. Халанским и И. Филатовым организовал две выставки графики.
Переехав в Москву, работал дизайнером в разных рекламных агентствах, пока не открыл собственное дизайн-бюро. Был арт-директором в двух студиях. Оставил эту работу. И, с детства увлекаясь кино, поступил на учёбу в Школу-студию «ШАР», которую окончил в 2010 году, получив специальность «Режиссёр анимационного кино». Как отмечал в 2013 году журнал Сноб, Антон Дьяков «стал участником ряда фестивалей и лауреатом множества премий. В том числе фестиваля в Суздале („Лучший дебют“), Open Cinema (Специальное упоминание жюри), московского фестиваля короткометражных фильмов „Дебютное кино“ („Лучший анимационный фильм“), фестивалей в Анси, Чикаго и Штутгарте». Среди снятых им мультфильмов: «Костя», «Семья», «Питон и сторож». А его мультфильм «Виват, мушкетеры!» в 2017 году вошёл в 46-й выпуск альманаха «Весёлая карусель».
Юрий Нортшейн, отмечая анимацию «Питон и сторож», отнёс Антона Дьякова к числу «подлинно талантливых и мыслящих режиссёров, мультипликаторов, художников».

В 2019 году Дьяков выпустил «БоксБалет», где он стал одним из авторов сценария, аниматором и художником-постановщиком фильма. Как сообщают Аргументы и факты: 
Картина создавалась на студии «Мельница». а одним из продюсеров стал Сергей Сельянов. «БоксБалет» участвовал в основном конкурсе фестиваля российской анимации в Суздале-2020, был представлен в анимационном конкурсе фестиваля «Окно в Европу-2020». В 2021 году на IX фестивале короткометражного кино «Короче» фильм Дьякова получил приз как лучшая анимационная работа, также он был отмечен премией «Икар» в категории «короткий метр».
В феврале 2022 года фильм «БоксБалет» номинирован на премию «Оскар» в категории короткометражной анимации. По мнению Константина Бронзита, этот фильм "очень попадает в «оскаровский формат». Это простая ясная история о любви с правильно дозированными юмором и драматизмом.
В июне 2022 года Дьяков получил приглашение вступить в Американскую киноакадемию.

## Фильмография

### Режиссёр
- 2010 — Бах
- 2012 — Костя
- 2014 — КиноДетство. Ин и Яна
- 2014 — Ин и Яна. Семья
- 2015 — Вверх ногами, или Где-то в том лесу
- 2015 — Питон и сторож
- 2015 — Ин и Яна. Запретная еда
- 2017 — Виват, мушкетёры!
- 2019 — БоксБалет
- 2022 — Я люблю короче
- 2022 — Горю!
- 2025—2026 — Экспедитор[8]
- 2025—2026 — Кот Савелий[8]

### Сценарист
- 2010 — Бах
- 2012 — Костя
- 2014 — Ин и Яна. Семья
- 2015 — Питон и сторож
- 2017 — Виват, мушкетёры!
- 2019 — БоксБалет
- 2022 — Горю!
- 2025—2026 — Экспедитор[8]
- 2025—2026 — Кот Савелий[8]

### Художник
- 2010 — Бах
- 2012 — Костя
- 2014 — Ин и Яна. Семья
- 2015 — Ин и Яна. Запретная еда
- 2022 — Горю!

### Композитор
- 2012 — Костя

### Монтажёр
- 2012 — Костя
- 2017 — Виват, мушкетёры!

## Призы, награды, премии
- «БоксБалет», анимационный фильм
  - Специальный приз с формулировкой «за ударную драматургию», Открытый российский фестиваль анимационного кино, 2020 [9]
  - Первое место профессионального рейтинга, Открытый российский фестиваль анимационного кино, 2020
  - Номинация «Лучший анимационный фильм» премия "Ника (кинопремия)", 2021;
  - Номинация «Лучший анимационный короткометражный фильм» премия "Оскар (кинопремия)", 2022 [10].
  - Премия "Икар (кинопремия)" в номинации «Короткий метр», 2021;
  - Премия "Икар (кинопремия)" в номинации «Персонаж», 2021;
- «Горю!», анимационный фильм
  - Приз прорыв им. Александра Татарского, Открытый российский фестиваль анимационного кино, 2021 [11].
  - Первое место профессионального рейтинга, Открытый российский фестиваль анимационного кино, 2021.